# Polnische Volleyballnationalmannschaft der Männer
Die polnische Volleyballnationalmannschaft der Männer ist die Auswahl der besten polnischen Spieler, die den polnischen Verband (Polski Związek Piłki Siatkowej) bei internationalen Turnieren und Länderspielen repräsentiert.

## Geschichte

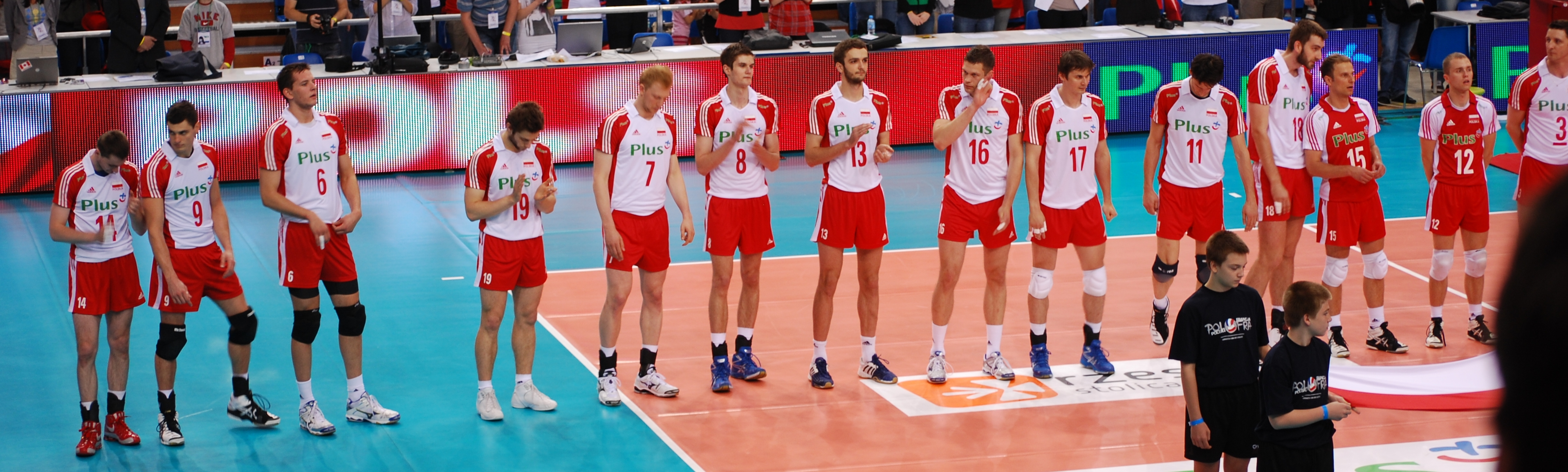
Die polnische Nationalmannschaft bei einem Testspiel 2010

### Weltmeisterschaft
Die Polen belegten bei der ersten Volleyball-Weltmeisterschaft 1949 den vierten Platz. Nach dem siebten Platz 1952 wurden sie bei den nächsten beiden Turnieren wieder Vierter. Von 1962 bis 1970 folgten zwei sechste Plätze und ein fünfter Rang. 1974 in Mexiko wurden die Polen mit einem Finalsieg gegen die Sowjetunion zum ersten Mal Weltmeister. Bei den folgenden drei Turnieren kamen sie auf die Plätze acht, sechs und neun. Danach verpassten sie die Weltmeisterschaft 1990 und 1994. 1998 schieden sie bereits in der Vorrunde aus, was mit Rang 17 das schlechteste WM-Ergebnis bedeutete. 2002 kamen sie in die zweite Gruppenphase und auf den neunten Platz. Bei der WM 2006 unterlagen sie Brasilien erst im Endspiel. 2010 lief es mit dem 13. Platz schlechter. Bei der WM 2014 gewannen die Polen das Finale gegen Brasilien und wurden zum zweiten Mal Weltmeister. 2018 gelang ihnen gegen den gleichen Gegner die Titelverteidigung. Bei der WM 2022 war Polen gemeinsam mit Slowenien Ausrichter. Das Team gewann die Silbermedaille nach einer Finalniederlage gegen Italien. 

### Olympische Spiele
Bei den Spielen 1968 waren die Polen erstmals dabei und wurden Fünfter. 1972 in München belegten sie den neunten Rang. 1976 in Montreal gewannen sie im Finale gegen die Sowjetunion die Goldmedaille. 1980 in Moskau erreichten sie den vierten Platz. Nach einer längeren Pause kehrten sie bei den Spielen 1996 zurück, schieden aber sieglos in der Vorrunde aus. Das Turnier 2004 beendeten sie auf dem fünften Rang. Das gleiche Ergebnis gab es 2008 in Peking nach einer Niederlage im Viertelfinale gegen Italien. 2012 in London schieden die Polen ebenfalls im Viertelfinale gegen Russland aus. 2016 in Rio de Janeiro unterlagen sie in der gleichen Runde gegen die USA. Bei den 2021 in Tokio ausgetragenen Olympischen Spielen 2020 scheiterte Polen im Viertelfinale. Bei den Olympischen Spielen 2024 in Paris erlangten sie die Silbermedaille.

### Europameisterschaft
Bei der ersten Teilnahme an einer Volleyball-Europameisterschaft wurden die Polen 1950 Sechster. Das gleiche Ergebnis gab es für sie 1955, 1958 und 1963. 1967 wurden sie Dritter, vier Jahre später erneut Sechster. Von 1975 bis 1983 verloren sie fünf Endspiele in Folge gegen die Sowjetunion. 1985 belegten sie den vierten Rang, bevor sie bei einem Turnier fehlten. Von 1989 bis 1993 kamen sie jeweils auf den siebten und 1995 auf den sechsten Platz. Anschließend verpassten sie zwei weitere EM-Turniere. Nach drei fünften Plätzen gab es mit dem elften Rang 2007 das schlechteste Ergebnis. Bei der EM 2009 gelang der polnischen Nationalmannschaft im Finale gegen Frankreich erstmals der Titelgewinn. 2011 gewannen die Polen die Bronzemedaille. 2013 schieden sie als Gastgeber in der Playoff-Runde gegen Bulgarien aus. Bei der EM 2015 mussten sie sich im Viertelfinale gegen Slowenien geschlagen geben. Gegen den gleichen Kontrahenten verloren sie beim Turnier 2017 trotz Heimvorteil in der Playoff-Runde. 2019 kamen sie auf den dritten Platz. Der zweite EM-Triumph gelang beim Turnier im Jahr 2023.

### World Cup
Bei der ersten Ausgabe des World Cup mussten sich die Polen 1965 als Gastgeber erst im Finale der Sowjetunion geschlagen geben. Vier Jahre später wurden sie Achter. 1977 und 1981 belegten sie jeweils den vierten Platz. Danach waren sie 2011 wieder dabei und verloren das Endspiel gegen Russland. Beim Turnier 2015 wurden sie Dritter. Beim World Cup 2019 standen sie erneut im Finale und unterlagen diesmal Brasilien.

### Nations League

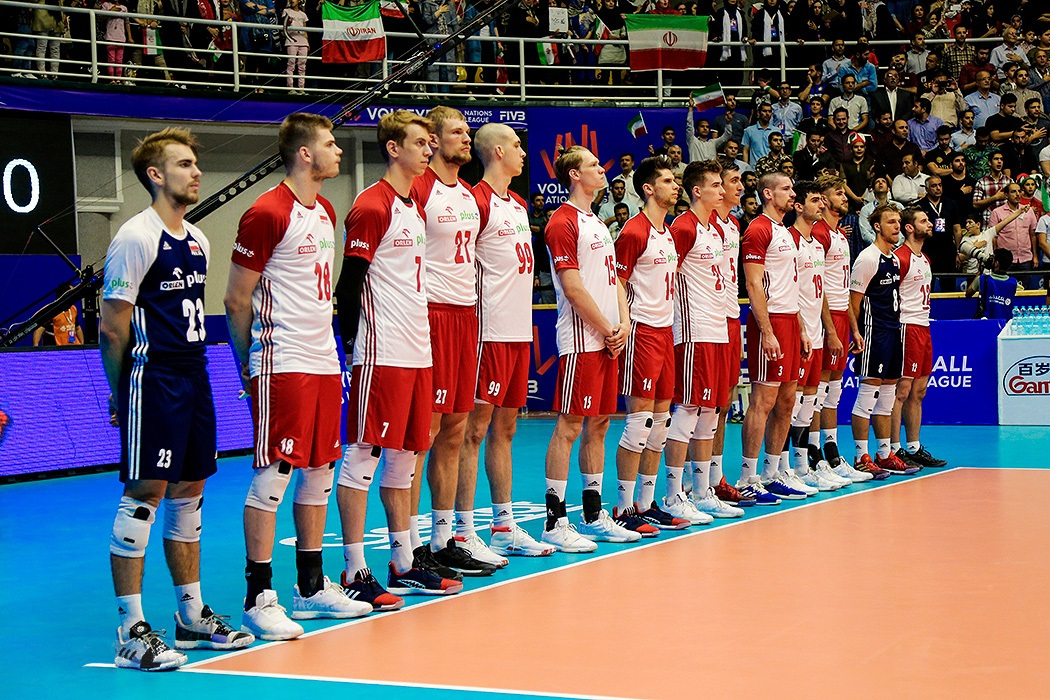
Die polnische Mannschaft in der Nations League 2019

Bei der ersten Ausgabe der Nations League 2018 erreichten die Polen die Finalrunde, aber nicht das Halbfinale. 2019 gewannen sie das Spiel um den dritten Platz gegen Brasilien. 2023 gewannen sie erstmals die Nations League. 2025 wiederholten sie diesen Triumph.

### Weltliga
Die Polen nahmen 1998 erstmals an der Weltliga teil und verbesserten sich bis 2002 vom zehnten auf den fünften Platz. Danach wurden sie Neunter und Siebter. 2005 und 2007 verpassten sie als Vierter knapp eine Medaille, dazwischen gab es einen siebten Rang. In den nächsten drei Jahren wurden die Ergebnisse mit den Plätzen fünf, neun und zehn schlechter. 2011 wurden die Polen Dritter. 2012 gewann sie im Finale gegen die USA die Weltliga. Als Titelverteidiger kamen sie im nächsten Jahr nur auf den zwölften Platz. Danach wurden sie Achter, Vierter, Fünfter und bei der letzten Ausgabe des Wettbewerbs nochmal Achter.

### Europaliga
In der Europaliga spielte 2015 die Reservemannschaft und erreichte den dritten Platz.